# Александрополь (Покровский район)
Александрополь (укр. Олександропіль) — посёлок в Покровском районе Донецкой области Украины.
Население по переписи 2001 года составляло 388 человек. Почтовый индекс — 85621. Телефонный код — 6278. Код КОАТУУ — 1423383004.
В ходе боёв за Торецк в рамках вторжения России на Украину к 2 апреля 2025 года посёлок был занят Вооружёнными силами РФ.

## Местный совет
85621, Донецька обл., Мар’їнський р-н, с. Зоряне, вул. Миру,1[обновить данные]